# Ostrá (okres Nymburk)
Ostrá (německy Wustra) je obec ležící v okrese Nymburk, kraj Středočeský, zhruba 4,5 km jihovýchodně od Lysé nad Labem a 11 km západně od Nymburka. Žije zde 625 obyvatel, katastrální území má rozlohu 11 km² a zahrnuje části Ostrá a Šnepov.
Ostrá je společně s Jiřicemi, Lysou nad Labem, Přerovem nad Labem, Semicemi, Starou Lysou, Starým Vestcem a Stratovem členem dobrovolného sdružení obcí Mikroregion Polabí.

## Územněsprávní začlenění

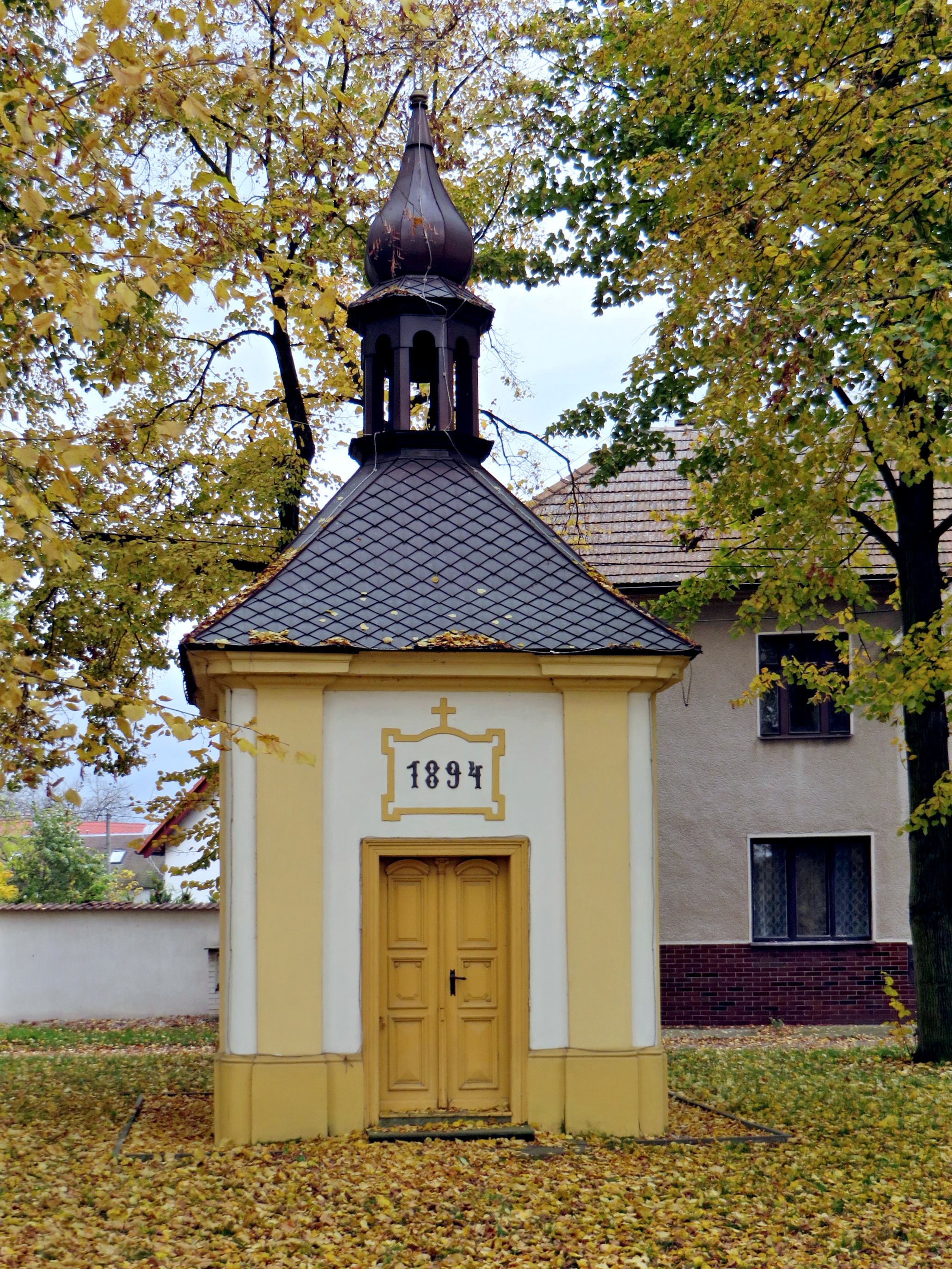
Kaplička v Ostré z roku 1894

Dějiny územněsprávního začleňování zahrnují období od roku 1850 do současnosti. V chronologickém přehledu je uvedena územně administrativní příslušnost obce v roce, kdy ke změně došlo:
- 1850 země česká, kraj Jičín, politický okres Nymburk, soudní okres Nové Benátky[4]
- 1855 země česká, kraj Mladá Boleslav, soudní okres Nové Benátky
- 1868 země česká, politický okres Mladá Boleslav, soudní okres Nové Benátky
- 1937 země česká, politický okres Mladá Boleslav expozitura Nové Benátky, soudní okres Nové Benátky[5]
- 1939 země česká, Oberlandrat Jičín, politický okres Mladá Boleslav expozitura Nové Benátky, soudní okres Nové Benátky[6]
- 1942 země česká, Oberlandrat Praha, politický okres Brandýs nad Labem, soudní okres Nové Benátky[7]
- 1945 země česká, správní okres Mladá Boleslav, soudní okres Benátky nad Jizerou[8]
- 1949 Pražský kraj, okres Nymburk[9]
- 1960 Středočeský kraj, okres Nymburk
- 2003 Středočeský kraj, okres Nymburk, obec s rozšířenou působností Lysá nad Labem

## Rok 1932
V obci Ostrá (přísl. Šnepov, 880 obyvatel) byly v roce 1932 evidovány tyto živnosti a obchody: 4 hostince, kovář, rolník, řezník, 3 obchody se smíšeným zbožím, spořitelní a záložní spolek pro obec Ostrou, 2 trafiky, truhlář.

## Zajímavá místa

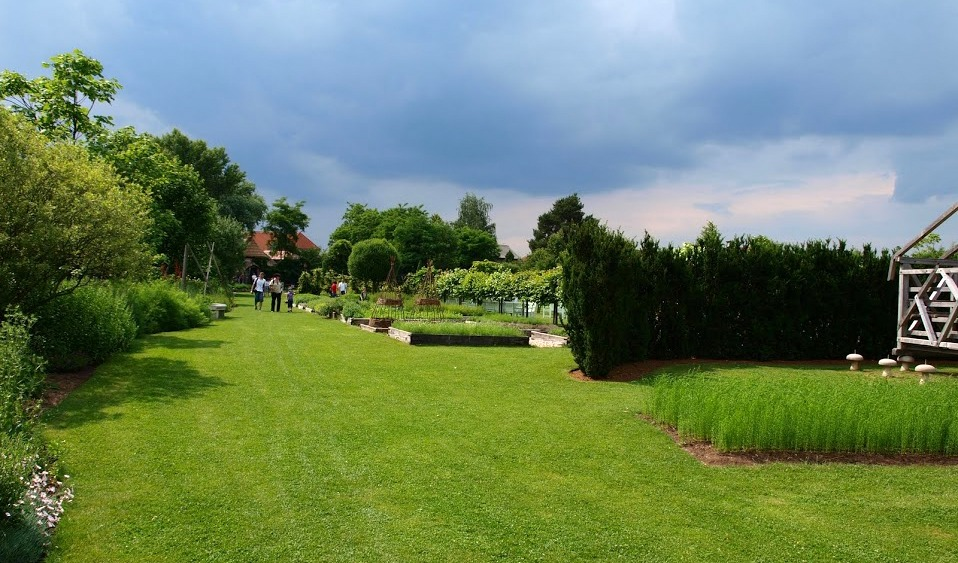
Zahrady a skanzen řemesel Botanicus

V Ostré je známý „skanzen“ společnosti Botanicus a nedaleko železniční zastávky je provozováno Muzeum kamen.
V katastrálním území Ostré se nachází přírodní rezervace Vrť, zřícenina hradu Mydlovar a chatová osada Felinka.

## Doprava
Dopravní síť
- Pozemní komunikace – Obcí prochází silnice II/331 Poděbrady – Nymburk – Ostrá – Lysá nad Labem – Stará Boleslav.
- Železniční zastávka Ostrá leží na železniční trati 231 Praha – Lysá nad Labem – Nymburk – Kolín. Je to dvoukolejná elektrizovaná celostátní trať, doprava byla v úseku Lysá nad Labem - Nymburk zahájena roku 1873. V místě je železniční zastávka Ostrá.

Veřejná doprava 2025
- Autobusová doprava – V obci stavěla autobusová linka 897 v trase Lysá n.L.,žel.st. - Ostrá,U Kapličky - (Ostrá,Šnepov) - Stratov - Kostomlaty n.L.,Rozkoš - Kostomlaty n.L.,žel.st.
- Železniční doprava – V zastávce Ostrá v pracovních dnech zastavovalo 27 párů osobních vlaků, o víkendech 21 párů osobních vlaků. Rychlíky zde projížděly.

## Osobnosti
- Josef Čepička (1905–1983), voják